# Mönchgrabenbach
Der Mönchgrabenbach, auch Moosbach, Binderbachl oder Krebsbach genannt, ist ein Bach im Linzer Stadtteil Ebelsberg.

## Lauf und Wasserbau
Der Mönchgrabenbach entspringt im Schlüsselwald in der Katastralgemeinde Wambach am südlichen Eingang des eingezäunten Munitionslagers des Bundesheeres. Das Bachbett zieht sich in der Folge unterhalb des Kastwegs durch einen Waldstreifen bei Mönchgraben und bildete einst den Paussnerteich, eine früher beliebte Badegelegenheit. Der Mönchgrabenbach wurde am Ende des Waldstreifens drainagiert, da der Sportklub Union Ebelsberg hier einen Fußballplatz errichtete. Der Bach kommt in einiger Entfernung zum Sportplatz wieder aus dem Untergrund und strebt danach einigen Quellen zu, die von einem sumpfigen Gebiet nahe der Mönchgrabenstraße 87 (Pelzl) entspringen. Der Bach wird schließlich unter der West Autobahn durchgeführt und nimmt nach etwa 100 Metern ein Gerinne auf, der früher den Fisch- und Schwimmteich der Ehrl-Villa in Tödling speiste. Der Bach wurde von den ansässigen Bauern bereits vor hunderten Jahren abgeleitet. Vor der Bundesstraße werden Teile des Bachwassers in Rohren in einem 300 m2 großen Becken nahe dem Pichlinger See zum Versickern gebracht, um die Bundesstraße vor Überschwemmungen zu schützen.
Das übrige Wasser bahnt sich seinen Weg durch Pichling, wo es früher mehrere Teiche speiste. Danach verlief er über die Felder und mündete im heutigen Bereich der Kreuzung Schwaigauerstraße/Traundorferstraße in die Altau. Heute sammelt sich das Wasser jedoch in einem Graben entlang der Westbahnstrecke, der zum Tagerbach führt.
Der Name Binderbach stammt vom Binderhaus, an dem der Bach vorbeifließt.

## Ökologie
Ursprünglich lebten im Mönchgrabenbach zahlreiche Krebse, die jedoch durch die Einleitung des ungeklärten Abwassers der Autobahn bis in die 1990er Jahre verschwanden.